# Roquestéron
Roquestéron (in italiano, ormai desueto, Roccasterone) è un comune francese di 561 abitanti situato nel dipartimento delle Alpi Marittime della regione della Provenza-Alpi-Costa Azzurra. La località deve il suo nome al fiume Estéron che scorre nei suoi pressi.

## Geografia fisica
Roquestéron sorge lungo la riva sinistra del fiume Esterone, a 57 km a nord-ovest da Nizza.

## Storia
Dopo la conquista romana, portata a compimento nel 14 a.C., l'imperatore romano Augusto organizza le Alpi in province, e il territorio dell'attuale comune di Roquestéron dipende dalla provincia delle Alpi Marittime ed è unito alla civitas di Glanate (Glandèves). Alla fine dell'antichità, la diocesi di Glandèves riprende i confini di tale civitas.
Nel corso del medioevo Roquestéron fece parte della Borgogna Cisgiurana e poi del Regno d'Arles. Attorno al X secolo divenne parte della contea di Provenza, per poi passare ai re di Francia.
Nel 1760, la piazza militare francese è smantellata in seguito ai trattati del 24 marzo, che rettificavano le frontiere tra i regni di Luigi XV e di Carlo Emanuele III di Savoia, e Roquestéron viene ceduta dalla Francia alla Casa Savoia.
Il comune di Roquestéron venne annesso alla Francia, dopo il plebiscito nell'aprile del 1860, secondo le clausole del Trattato di Torino fra Vittorio Emanuele II, re di Sardegna e Piemonte e Napoleone III, imperatore dei Francesi, con cui era ceduto dal primo ministro Camillo Benso, conte di Cavour, il Contado di Nizza alla Francia, per il suo aiuto nella seconda guerra d'indipendenza e l'unità d'Italia.

### Simboli
Lo stemma di Roquestéron risale al 1961. Le due torri simboleggiano i comuni di Roquestéron-Grasse e di Roquestéron, divisi dal fiume Estéron.
Il motto latino Angulus ridet è tratto dal verso di Orazio ille terrarum mihi praeter omnes angulus ridet ("quest'angolo di terra più d'ogni altro mi rende felice").

## Società

### Evoluzione demografica
Abitanti censiti